# Faimes
Faimes ist eine Gemeinde in der belgischen Provinz Lüttich.
Sie besteht aus den Ortschaften Faimes, Aineffe, Borlez, Celles, Les Waleffes und Viemme.

## Bilder

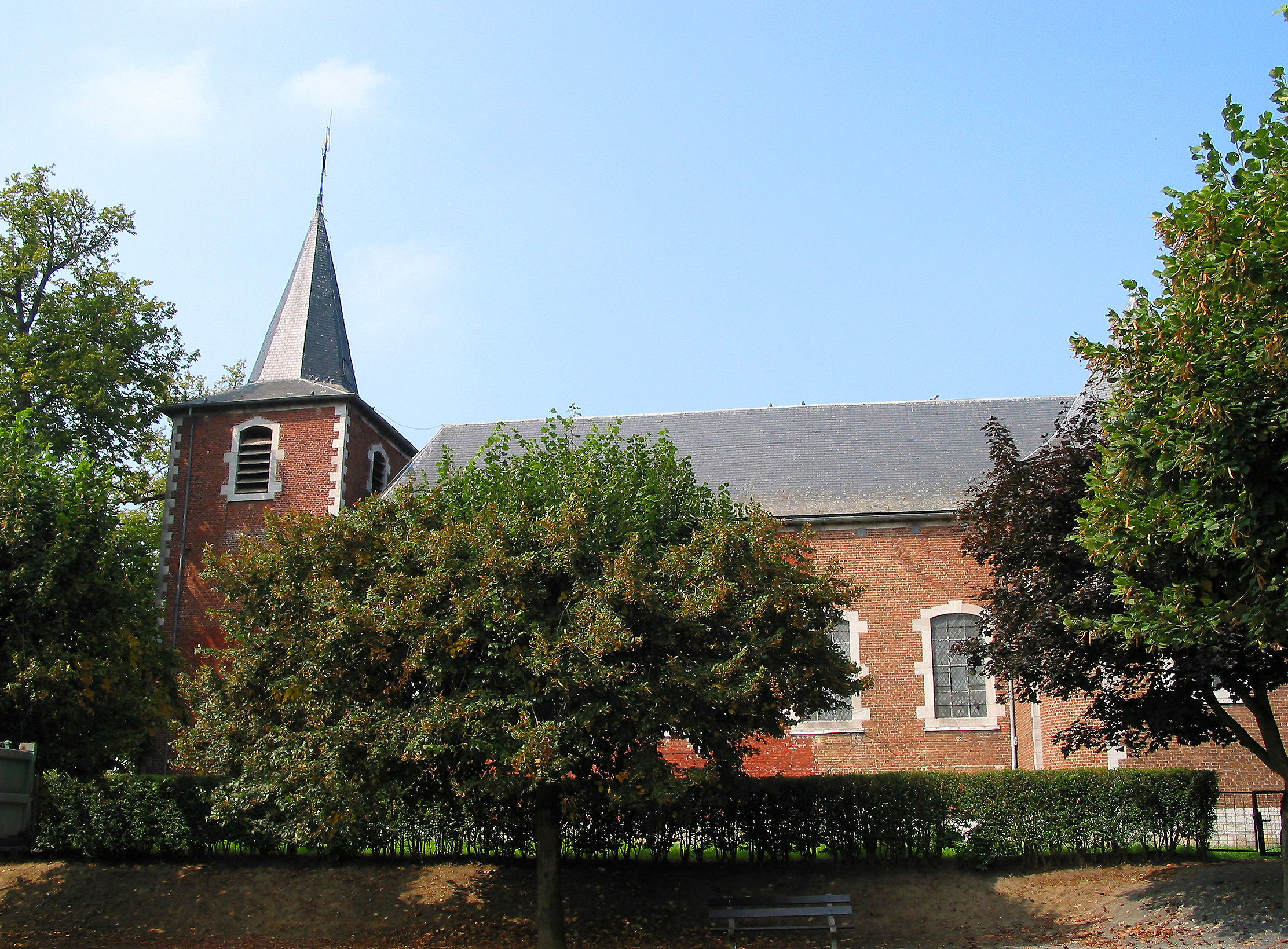
Les Waleffes, Kirche: église Saint-Georges
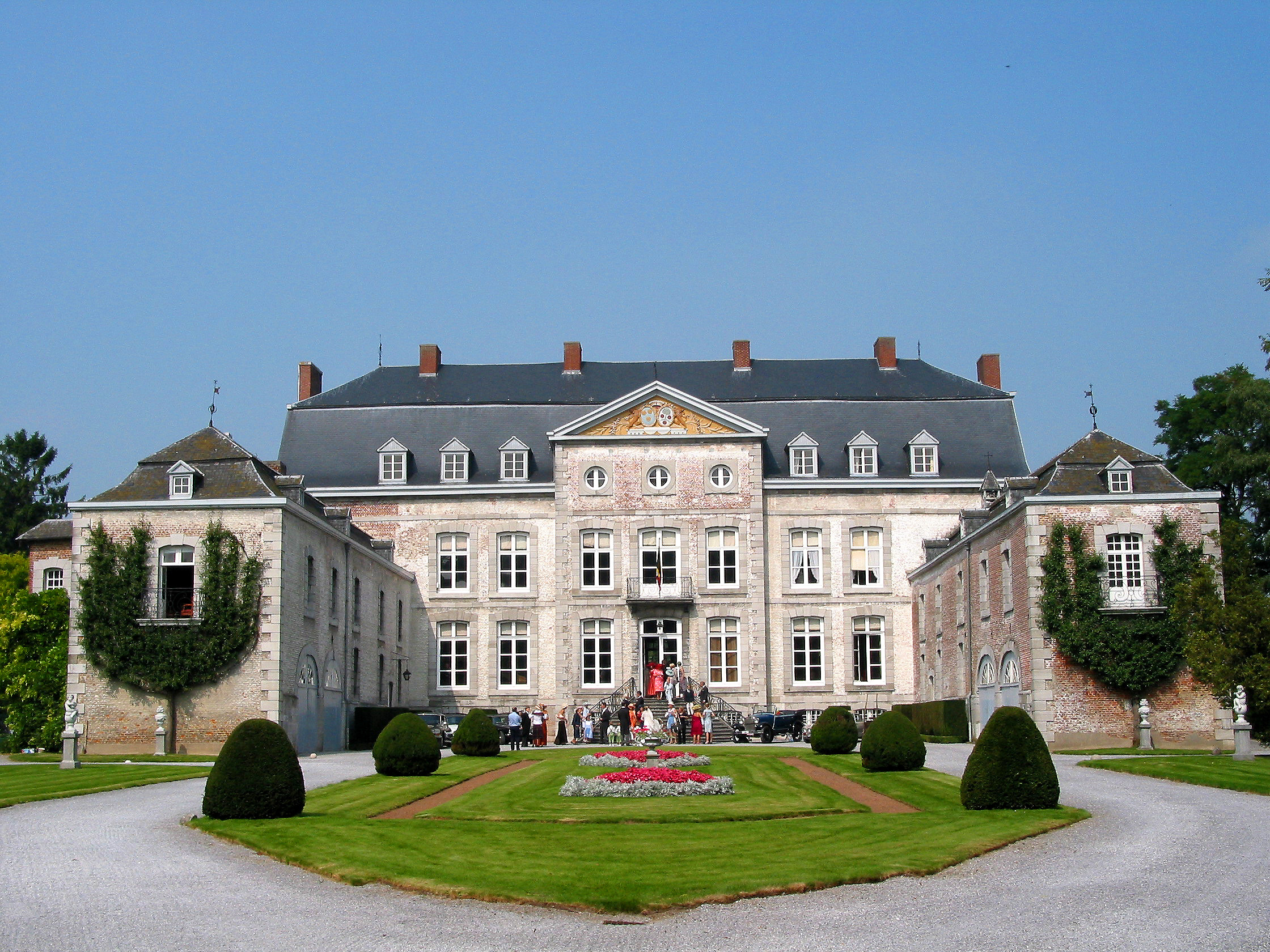
Les Waleffes, Schloss: château du baron de Potesta
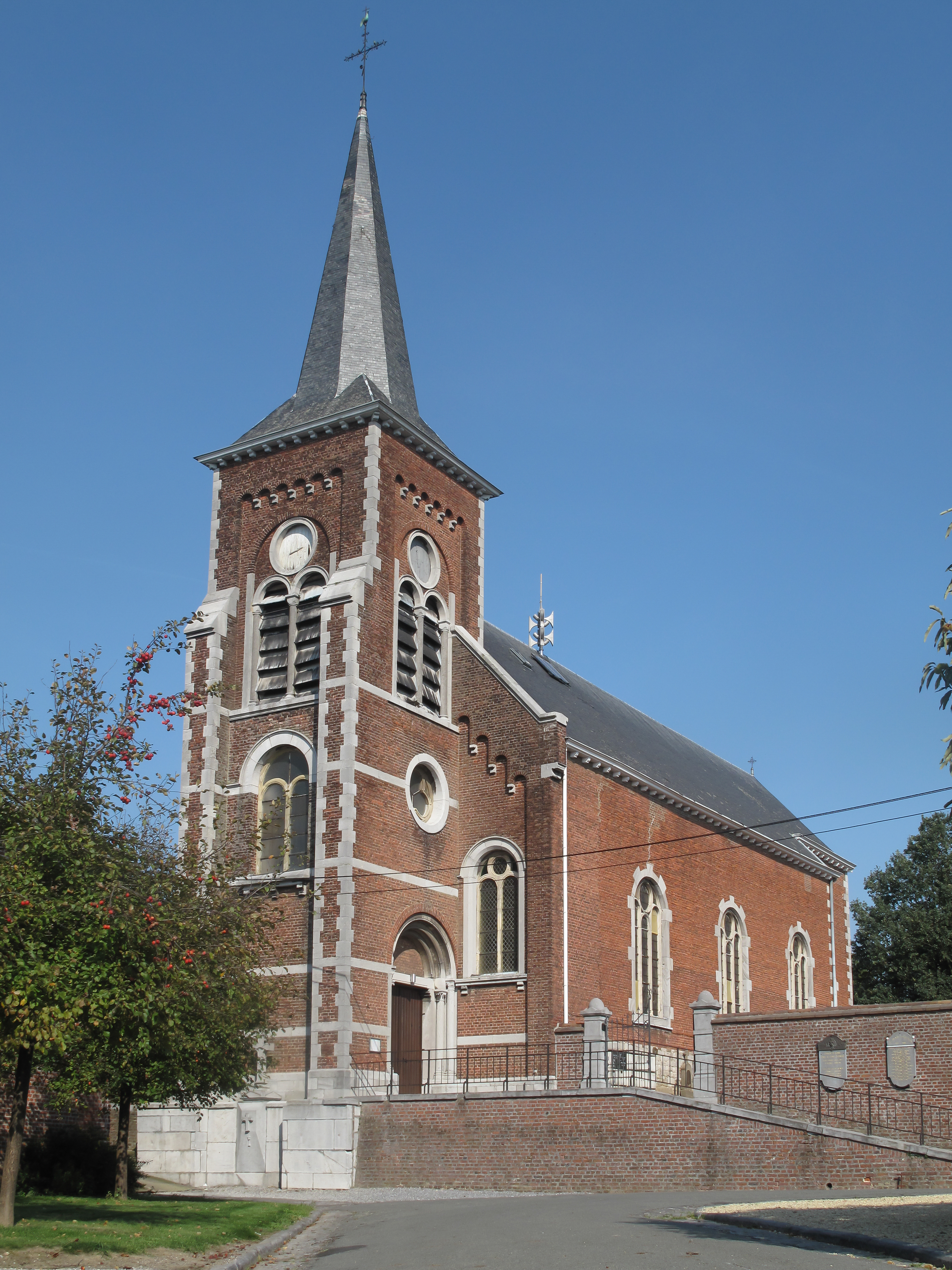
Viemme, Kirche